# Rose Crest
Rose Crest ist ein etwa 2000 m hoher Berg im ostantarktischen Viktorialand. in den Apocalypse Peaks ragt er am südlichen Ende des Wendler Spur zwischen den Kopfenden des Albert Valley und des Papitashvili Valley auf.
Das New Zealand Geographic Board benannte ihn 2005 nach Geoffrey (Toby) Rose, Leiter derjenigen Mannschaft, welche die Kohlevorkommen im Gebiet um den Mount Bastion und dem Sponsors Peak zwischen 1984 und 1985 erkundet hatte.